# Carla Cristina
Carla Cristina (Salvador, 2 de maio de 1978) é uma cantora brasileira. Carla se tornou conhecida como vocalista da banda As Meninas, em que ficou entre 1997 e 2002.

## Biografia
Carla Cristina nasceu em Salvador, no estado da Bahia. Desde a infância se interessava pela música e sonhava em cantar no Carnaval em trios elétricos, mas foi apenas aos 12 anos que começou a cantar em bares e festivais por toda Salvador. Em 1993, aos 15 anos, subiu pela primeira vez em um trio elétrico como vocalista da Beer Banda. Em 1996, como vocalista da banda Papa Léguas, ganhou o troféu Dodô e Osmar de cantora revelação. Em 1997 junto com um grupo de amigas viria a formar a banda que à tornaria conhecida em todo Brasil.

### 1997–02: Carreira com As Meninas
Em 1997 Carla e oito amigas passaram a tocar juntas nas noites de Salvador, fazendo diversas apresentações em barzinhos e pequenos festivais, ainda como um grupo de axé. O grupo, conhecido apenas como As Meninas era composto por Carla nos vocais junto com Angélica e Cibele como backing vocals e dançarinas, Fernanda no baixo elétrico, Jujuba no saxofone e Ratinha, Titi e Dilmara como percussionistas, manuseando diversos instrumentos como tambor, bongô, ganzá e chocalho, o grupo lançou naquele mesmo ano seu primeiro disco As Meninas no Forró. Na ocasião, ainda não tinha contrato com uma grande gravadora, o disco foi lançado apenas no nordeste do país. Em 1999 a banda entra no circuito da axé music e assina com a Universal Music para seu lançamento nacional. Após uma reformulação de sonoridade e visual, é lançado o disco Xibom Bombom em 15 de maio de 1999, vendendo em torno de 400 mil cópias e atingindo o disco de ouro. A faixa título, "Xibom Bombom", alcançou o primeiro lugar nas rádios brasileiras e recebeu diversos covers de artistas como Márcia Freire, Cheiro de Amor (na época, comandada por Carla Visi), Ivete Sangalo e Margareth Menezes na época. Logo após a canção "Feijão com Arroz" é liberada como single, sendo uma homenagem à comemoração de aniversário do de 50 anos do trio elétrico. Pouco antes do Carnaval de 2000 é lançada a canção "Samba da Nega Maluca", que se torna um dos maiores sucessos daquele ano.
Em 11 de dezembro de 2000 lançam o disco Tapa Aqui, Descobre Ali, vendendo em torno de 100 mil cópias. O álbum trouxe como tema do Carnaval de 2001 a faixa-título "Tapa Aqui, Descobre Ali", novamente fazendo uma brincadeira com a cultura popular mesclado à problemas socioeconômicos. A canção atingiu o primeiro lugar nas rádios brasileiras, repetindo o bom desempenho do disco anterior. Posteriormente a faixa "Clube das Meninas" foi liberada como segundo single, onde eram apresentadas as integrantes na composição, e por fim "Dança do Esquisito". Em 10 de fevereiro de 2002 é lançado o último disco do grupo, Loucas Por Você, embalado pelos singles "Largadinho e "Balanço da Roseira". O disco foi lançado em meio à conturbadas discussões entre os empresários e Carla Cristina, que cobrava uma maior liberdade para as garotas tomarem suas próprias decisões e não serem manipuladas. No final daquele ano, o contrato da vocalista com o grupo chega ao fim e, por decisão de ambos não é renovado. No final daquele ano Carla deixa o grupo em direção à carreira solo, amparada pela Universal Music.

### 2002–presente: Carreira solo
Em 2002 Carla Cristina lança seu primeiro álbum de estúdio pela Universal Music, Brasileira, onde ganhou destaque com as canções "Quero Brincadeira" e "Grades do Coração". Em 1 de dezembro de 2005 faz uma homenagem à Bahia com o disco Coisas do Axé - Ao Vivo, seu primeiro registro ao vivo desde o início da carreira em 1997. Após o carnaval de 2008, a cantora se junta à banda Tribahia para assumir os vocais no álbum A Tribo, trabalho que veio a ser realizado até 2009. No mesmo ano retoma a carreira solo com o lançamento do álbum promocional auto-intitulado Carla Cristina, em 19 de novembro daquele ano. O disco, inspirado nas composições de Baby Consuelo, ganhou destaque nas canções "Brasileira", "Telúrica" e "Hit Descarado". Em 4 de maio de 2012 lança a canção "Vai Viver Sem Mim", composta e produzida por Djobson Show. Em 2013 passou a apresentar o programa Bom D+, na Record Bahia, ficando até o final de 2015.

## Discografia

### Álbuns de estúdio
| Álbum                        | Detalhes                                                                                   |
| ---------------------------- | ------------------------------------------------------------------------------------------ |
| Brasileira                   | - Lançamento: 2002 - Formatos: CD - Gravadora: Universal                                   |
| Carla Cristina               | - Lançamento: 19 de novembro de 2009 - Formatos: CD - Gravadora: Quero Produções           |
| Como por Encanto             | - Lançamento: 4 de dezembro de 2014 - Formatos: Download digital - Gravadora: Independente |
| #Forróadois (com Léo Macedo) | - Lançamento: 11 de março de 2016 - Formatos: Download digital - Gravadora: Independente   |

### Álbuns ao vivo
| Álbum         | Detalhes                                                                                          |
| ------------- | ------------------------------------------------------------------------------------------------- |
| Coisas do Axé | - Lançamento: 1 de dezembro de 2005 - Formatos: CD, download digital - Gravadora: Atração Records |

### Singles
Como artista principal
| Título              | Ano  | Álbum                       |
| ------------------- | ---- | --------------------------- |
| "Grades do Coração" | 2003 | Brasileira                  |
| "Querendo Paz"      | 2005 | Coisas do Axé               |
| "Balança Ê"         | 2009 | Carla Cristina              |
| "Telúrica"          | 2009 | Carla Cristina              |
| "Hit Descarado"     | 2013 | Como Por Encanto            |
| "Como Por Encanto"  | 2013 | Como Por Encanto            |
| "Vai Viver Sem Mim" | 2014 | Como Por Encanto            |
| "Princesa Trança"   | 2018 | Não incluso em nenhum álbum |
| "Chamego Agô"       | 2019 | Não incluso em nenhum álbum |
| "Caça e Caçador"    | 2020 | Não incluso em nenhum álbum |

Como artista convidada
| Título                                                              | Ano  | Álbum                       |
| ------------------------------------------------------------------- | ---- | --------------------------- |
| "Rolou Sentimento" (Sinho Ferrary part. Carla Cristina)             | 2012 | Não incluso em nenhum álbum |
| "Nos Teus Versos" (Velocette e Denis de Sampa part. Carla Cristina) | 2019 | Não incluso em nenhum álbum |

### Outras aparições
| Título                      | Ano  | Outro(s) artista(s) | Álbum                              |
| --------------------------- | ---- | ------------------- | ---------------------------------- |
| "O Bêbado e a Equilibrista" | 2001 | Carlinhos 7 Cordas  | Um Barzinho, Um Violão - Ao Vivo   |
| "Charme do Mundo"           | 2002 | Carlinhos 7 Cordas  | Um Barzinho, Um Violão - Ao Vivo 2 |

## Filmografia
| Ano           | Título       | Cargo         |
| ------------- | ------------ | ------------- |
| 2012–15       | Bom D+       | Apresentadora |
| 2018-presente | Canta Comigo | Jurada        |